# جون بارتولوميو (لاعب شطرنج)
جون بارتولوميو (بالإنجليزية: John Bartholomew)‏ هو لاعب شطرنج أمريكي، ولد في 1986.

## وصلات خارجية
- جون بارتولوميو على موقع الاتحاد الدولي للشطرنج (الإنجليزية)
- جون بارتولوميو على موقع مباريات الشطرنج (الإنجليزية)
- جون بارتولوميو على موقع 365Chess.com (الإنجليزية)
- جون بارتولوميو على موقع Chesstempo.com (الإنجليزية)
- جون بارتولوميو على موقع الاتحاد الأمريكي للشطرنج (الإنجليزية)